# 交通部公路局高雄市區監理所
交通部公路局高雄市區監理所為中華民國交通部公路局所屬機關，高雄市楠梓區、左營區、鼓山區、三民區、苓雅區、前金區、新興區、鹽埕區、前鎮區、旗津區、小港區、旗山區、美濃區、內門區、甲仙區、杉林區、六龜區、那瑪夏區、桃源區、茂林區、田寮區、燕巢區、大樹區共23個行政區之公路監理業務，包括車輛檢驗、駕駛人考驗、牌照管理、駕照管理、汽車運輸業督導、交通安全稽查、代徵汽車燃料使用費及辦理道路交通安全講習等事項。

## 沿革
1979年7月1日，高雄市改制為直轄市，高雄市政府成立建設局接管台灣省公路局有關高雄市之公路工程、公路運輸及公路監理業務。
1980年6月20日，奉行政院「臺（六十九）交字第七O一五號令」核定，本年7月1日增設高雄市監理處，借用高雄市公車處場地辦公。
1985年在7月1日，高雄市監理處於苓雅區成立南區分處。9月27日，高雄市監理處搬遷至高雄市楠梓區德民路71號。
2003年1月1日，高雄市政府交通局成立，高雄市監理處改隸交通局。
2010年12月25日，高雄縣、高雄市奉行政院核定合併改制為直轄市「高雄市」，改制後公路監理業務交由中央政府統籌管理。
2012年1月1日，高雄市監理處改隸交通部公路總局，更名為「交通部公路總局高雄市區監理所」；南區分處更名為苓雅監理站。
2018年1月15日，交通部公路總局高雄區監理所旗山監理站改隸高雄市區監理所。
2023年9月15日，交通部公路總局改制更名為「交通部公路局」，高雄市區監理所更名為「交通部公路局高雄市區監理所」。

## 組織與職掌
| 職稱         | 職掌業務事項 |
| ------------ | --- |
| 車輛管理科   | 車輛檢驗及委託代檢業務之管理、車輛申領牌照與異動登記及換照之審查、牌照之管理與請領及收繳換發、車籍資料管理、車輛動產擔保交易登記、車輛編管等有關事項。                                                                     |
| 駕駛人管理科 | 駕駛人考驗及發照、駕照審驗、註銷、異動登記及補換照之審查、駕駛人道路交通安全講習、汽車駕駛人訓練機構管理、技工執照發照、駕籍資料管理、交通安全教育等有關事項。                                                             |
| 運輸管理科   | 交通巡邏、稽查違規處理及汽車運輸業督導、管理等有關事項。 |
| 企劃及裁罰科 | 監理業務規劃、研考、汽車違反道路交通管理事件、強制汽車責任保險法、公路法、汽車運輸業管理規則之處理、強制執行、訴願、行政訴訟、違規裁罰各種統計資料管理、監理規費與稅費及代辦業務管理、監理相關法規研擬修正建議等有關事項。 |
| 監理資訊科   | 公路監理資訊應用服務策略與應用環境規劃及管理、資通安全規劃及推動、公路監理資料統計與彙整分析及決策支援等有關事項。 |
| 苓雅監理站   | 依業務需要辦理本所各科業務，目前開辦機車檢驗、機車考驗、汽（機）車牌（駕）照、機車燃料使用費等業務。 |
| 旗山監理站   | 依業務需要辦理本所各科業務，目前開辦機車檢驗、機車考驗、汽（機）車牌（駕）照、機車燃料使用費等業務。 |
| 秘書室       | 文書、新聞連絡、事務、出納、印信典守、公有財產及不屬其他科、室之事項。 |
| 主計室       | 辦理歲計、會計及統計事項。 |
| 人事室       | 辦理人事管理事項。 |
| 政風室       | 辦理政風事項。 |
| 現有員額     | 職員：編制186人。 職工：20人。 駐衛警 ：4人。 約僱人員：37人。 臨時人員：36人。 |

## 歷任首長
| 任別 | 姓名           | 就職時間       | 卸任時間       |
| ---- | -------------- | -------------- | -------------- |
| 1    | 林謂濱         | 1980年8月15日  | 1983年3月31日  |
| 2    | 黃麟翔         | 1983年4月1日   | 1986年2月20日  |
| 3    | 韓國城         | 1986年2月21日  | 1994年8月31日  |
| 4    | 李葉田         | 1994年9月1日   | 1999年9月28日  |
| 5    | 陳登凱         | 1999年9月29日  | 2004年2月8日   |
| 6    | 簡信一（代理） | 2004年2月9日   | 2004年6月1日   |
| 7    | 李青堯（代理） | 2004年6月2日   | 2004年7月28日  |
| 8    | 林金調（代理） | 2004年7月29日  | 2004年8月18日  |
| 9    | 李海鈺         | 2004年8月19日  | 2007年12月23日 |
| 10   | 廖金德         | 2007年12月24日 | 2011年7月2日   |
| 11   | 冬啟程         | 2011年7月3日   | 2019年1月15日  |
| 12   | 楊聰賢（代理） | 2019年1月16日  | 2019年1月21日  |
| 13   | 陳崑山         | 2019年1月22日  | 2022年1月16日  |
| 14   | 劉育麟（代理） | 2022年1月17日  | 2022年3月13日  |
| 15   | 劉育麟         | 2022年3月14日  | 迄今           |

## 外部連結
- （繁體中文）（英文）交通部公路總局高雄市區監理所 （页面存档备份，存于）
- 高雄市區監理所-守護安全ㄟ好厝邊的Facebook專頁